# 1066 (szám)
Az 1066 (római számmal: MLXVI) az 1065 és 1067 között található természetes szám.

## A szám a matematikában
A tízes számrendszerbeli 1066-os a kettes számrendszerben 10000101010, a nyolcas számrendszerben 2052, a tizenhatos számrendszerben 42A alakban írható fel.
Az 1066 páros szám, összetett szám, szfenikus szám. Kanonikus alakja 21 · 131 · 411, normálalakban az 1,066 · 103 szorzattal írható fel. Nyolc osztója van a természetes számok halmazán, ezek növekvő sorrendben: 1, 2, 13, 26, 41, 82, 533 és 1066.
Az 1066 három szám valódiosztó-összegeként áll elő, ezek az 1310, 1412 és 2126.

## Csillagászat
- 1066 Lobelia kisbolygó